# Albert Larroquette
Albert Larroquette, né le 6 décembre 1869 à Lesperon et mort le 25 avril 1939 à Mont-de-Marsan, est un enseignant, historien et géographe français.

## Biographie
Albert Larroquette naît le 6 décembre 1869 à Lesperon, dans les Landes. Son père, Alexis Martin Larroquette, est directeur de l’école laïque de Mont-de-Marsan. Il étudie au lycée Victor-Duruy de Mont-de-Marsan, au lycée Louis-le-Grand puis à la Sorbonne. Il enseigne l’histoire et la géographie dans le secondaire. Il obtient l’agrégation d'histoire et géographie et un doctorat en droit grâce à une thèse sur le pouvoir exécutif dans la constitution française de 1791. Il enseigne successivement aux lycées de Bergerac, de Lesneven, de Nogent-le-Rotrou, du Puy-en-Velay, de Mont-de-Marsan (1899-1919), de Bordeaux (1919-1923), puis de nouveau de Mont-de-Marsan jusqu’à sa retraite en 1932. Il devient alors avocat-stagiaire au barreau de Mont-de-Marsan. 
Il fonde en 1908 le comité radical-socialiste de Mont-de-Marsan et il est, de 1902 à 1929, conseiller municipal de la ville. Il est élu maire en 1924 mais il refuse cette charge. Il est membre de la Société de Borda à partir de 1907. Il est l’auteur de plusieurs articles et ouvrages concernant l’histoire et la géographie des Landes, dont Les Landes de Gascogne et la Forêt landaise et une Histoire des Landes. Il meurt le 25 avril 1939 à Mont-de-Marsan. 

## Publications
- Le Pouvoir exécutif dans la Constitution de 1791, Bordeaux, Cadoret, 1921, 151 p. (BNF 30744151).
- Les Landes de Gascogne et la forêt landaise : aperçu physique et étude de transformation économique, Mont-de-Marsan, Dupeyron, 1924, 409 p. (BNF 34098294).
- Histoire des Landes  (préf. Léo Bouyssou), Mont-de-Marsan, Lacoste, 1933, 286 p. (BNF 32546206).
- Mont-de-Marsan, Hossegor, Chabas, 1933, 54 p. (BNF 34098466, lire en ligne).
- Petite histoire des Landes, Nîmes, Lacour, 1997, 85 p. (BNF 36180808).

## Postérité

### Distinctions
Albert Larroquette est le récipiendaire de plusieurs décorations :
- Officier d'académie (1907) ;
- Officier de l'Instruction publique (1911) ;
- Chevalier de la Légion d'honneur (6 janvier 1937), sur proposition du sénateur des Landes Raphaël Milliès-Lacroix.

### Hommage
L’avenue Albert-Larroquette, au sud-est de Mont-de-Marsan, est nommée en son honneur.